# Chordophora celaenephes
Chordophora celaenephes là một loài bướm đêm trong họ Geometridae.